# Два велосипеда
«Два велосипеда» — документальный фильм о путешествии влюблённой пары.

## Сюжет
Действие происходит в наше время. Два человека, пара, на велосипедах, добираются из Казахстана до Португалии, в фильме они повествуют о своем путешествии. Они переходят границу, перебираясь через заградительную полосу и колючую проволоку. В Париже они ссорятся и расстаются. Стас продолжает путешествие и добирается до Португалии. Варю забирают в Берлине в детский дом.

## Съёмочная группа
- Сценарист: Екатерина Суворова
- Режиссёр: Екатерина Суворова
- Оператор: Тимур Искаков
- Художник: Паранов Александр
- Производство: ВКСР
- Год выпуска: 2006

## Призы и Фестивали
- участие в фестивале киношок
- участие Берлинском кинофестивале в программе талант кампус
- Специальный диплом Гильдии киноведов и кинокритиков:

«2 велосипеда», режиссёр Екатерина Суворова с формулировкой «За воплощение идей мира без границ глазами нового поколения»